# Phaisura effigies
Phaisura effigies är en stekelart som beskrevs av Heinrich 1967. Phaisura effigies ingår i släktet Phaisura och familjen brokparasitsteklar. Utöver nominatformen finns också underarten P. e. robusticeps.